# 손바이 끄찔
손바이 끄질 왕국은 서티모르의 대부분을 지배하던 통일 손바이 왕국으로부터 분리된 왕국이다.

## 쿠팡 지역으로 이주
손바이 끄질 왕국의 건국은 17세기 인도네시아에 대한 유럽 열강들의 식민지 쟁탈과 깊은 관련이 있다. 손바이 왕국은 1655년 포르투갈과 대립관계에 있던 네덜란드 동인도 회사와 동맹을 맺었다. 1653년 네덜란드 동인도 회사는 극서부 지역인 쿠팡 지역에 주둔지를 보유하고 있었으며, 당시 플로레스 (Flores)의 라란투카(Larantuka)와 티모르섬의 북부 해안의 리파우 (Lifau)를 지배하던 포르투갈과 전쟁을 치루었다.
네덜란드와 포르투갈의 분쟁은 티모르섬에서 한정적으로 재배되는 고가의 백단유(열대 지방에서 자생하는 나무인 백단향에서 채취하는 기름으로 향수의 원료)를 차지하기 위한 경쟁이 치열했다. 1657년 포르투갈 군사들에게 연이은 패배 이후, 손바이 왕국의 일부 국민들은 네덜란드의 관할의 쿠팡지역으로 피난 하였다. 그리고 피난민들은 손바이 끄찔 왕국을 세우게 된다. 특히, 이들 피난민들의 이주 전부터 쿠팡지역의 암바이(Ambai)족은 동인도 회사와 강력한 동맹 관계를 유지하고 있었다. 초기 피난민들의 대거 이주 이후, 결국 섬의 내륙지역은 포르투갈이 통치하게 되었고, 나머지 잔여 민족들에 의해서 다시 손바이 버사르(Sonbai Besar) 왕국이 생겨난다. 원래 쿠팡지역은 헬롱(Helong)족들이 오래전부터 거주하고 있었다. 새로이 유입된 손바이 이주자들은 이들 헤롱 원주민들과 분쟁 없이 네덜란드의 요새 지역 근처에서 정착을 할 수 있었다.

## 식민지 시대의 왕국간의 협력 관계
손바이 끄찔의 이주민, 헤롱족 그리고 암바이족들은 나중에 다시 북서부 티모르의 암포안족 (Amfoan, 1683년)과 테베누족(Taebenu, 1688년)과 다시 결합한다. 이들 다섯 부족은 네덜란드 동인도 회사에 주요 동맹 왕족들로서 자리 매김을 한다. 그와 반대로 티모르 지역의 다른 영토는 포르투갈인과 티모르의 토착민들의 혼혈인들인 토파즈인(Topasses)들의 지배를 받는다. 1749년까지 5대 동맹 왕국들은 적대관계가 적은 토파즈인들의 주변의 의존국들과 유대관계를 유지하며 공존 하였다. 특히, 아마라시 (Amarasi) 왕국과의 관계가 원만하였다.
손바이 끄찔 왕국은 카이저 (Kaizer, 네덜란드어 황제라는 뜻)라고 불리는 국왕에 의해서 통치되었다. 당시 네덜란드 역사 기록에 의하면, 손바이 끄찔 왕은 헤롱의 왕 다음의 서열 2위의 통치자의 지위를 취하고 있었다. 그러나 티모르의 전통적인 정치 관습에에 따라 당시 손바이 끄찔의 왕은 여성적인 상징을 의미하는 페토 (Feto)라는 직위로 간주 되었기 때문에 왕국의 직접적인 통치권한은 없었다. 반면, 실제적인 통치는 두 명의 섭정관들에 의해서 이루어졌다. 이들 섭정관들은 사우바키 (Saubaki)가문과 로위스 (Loewis) 가문에 속한 인물들이었다. 이러한 전통적인 정치 체계속에서 손바이 끄찔 왕국은 네덜란드 정부와 친밀한 협력관계를 바탕으로 지배권을 유지하였다.

## 1749년 이후의 정치적 발전
1749년 친(親)포르투갈계의 토파즈 부족은 쿠팡을 침략하였다. 그러나 펜푸이(Penfui) 전투에서 네덜란드 군인들과 다른 동맹군들에 의해서 패배당한다. 이 전투 이후 티모르 주변의 왕국들은 네덜란드 동인도 회사에 항복 해왔다. 1776년~1782년 사이에 내부적으로 손바이 끄찔 왕국과 한동안 네덜란드의 영향력에 있던 손바이 버사르 왕국과의 병합이 시도 되었으나, 결국 실패로 돌아갔다. 이후 손바이 왕국은 둘로 분리 되었다.
왕국이 분리된 이후 손바이 가문의 분파 왕가인 니스노니 (Nisnoni - Golden teeth- 황금 이빨)가문이 정권을 장악하였다. 1789년 8대 왕이였던 바키 베나 (Baki Bena) 통치 기간에는 바운티 호의 반란으로 유명한 윌리엄 블라이 (William Bligh) 선장이 항해도중에 손바이 끄찔에 상륙해서 바키 베나왕을 알현하고 환대를 받은 일화로 유명하다.

## 식민지 시대의 왕국 재통합
20세기 초반, 네덜란드 정부는 서티모르의 실제적인 통치를 실시한다. 그리고 네덜란드 정부에 의한 쿠팡 지역의 지방 자치 정부 통치는 현실화된다. 1917년 손바이 끄찔 왕국, 암바이 (Amabi) 왕국, 암바이-오페토 (Amabi-Oefetto)왕국, 쿠팡 헤롱(Kupang-Helong)왕국, 테베누 (Taebenu)왕국 그리고 푸나이(Funai)왕국이 자치권을 행사하는 쿠팡 왕국으로 새로이 병합을 이룬다. 1918년부터 니시노니 왕족의 왕인 니콜라스 이수 니시노니 (Nicolaas Isu Nisnoni)는 자기 휘하의 5명의 영주 (Fettors)들과 쿠팡 왕국을 다스리게 된다. 1930년 니콜라스 이수 니스노니왕의 세력권은 멀리 동티모르의 파툴레우(Fatuleu) 왕국까지 영향을 미치게 되었다. 1942년 쿠팡 왕국은 일본군에 의해 점령되었다. 일본의 패망 이후, 왕위에서 물러나 아들인 알폰수스 니시노니 (Alfonsus Nisnoni) 에게 왕권을 양위하였다. 알폰수스 왕의 통치는 1945년부터 1955까지 이어졌다.

## 혁명과 독립
일본의 패망 이후, 인도네시아 독립 혁명이 전개되던 시기에 네덜란드 정부는 군인들을 다시 쿠팡에 파견 하였다. 그러나 알폰수스 니시노니왕은 인도네시아 독립 혁명을 지지하는 입장을 고수하며 쿠팡지역에서의 독립운동을 이끌었다. 1949년 인도네시아의 독립 직후 티모르의 왕족 협회 (Dewan Raja-Raja)는 전통적으로 유지되던 각 지방의 영주들인 (Raja)들의 자치 영토에서의 통치권에 대해서 단계적으로 폐지 하겠다는 안건에 최종 동의 했다.알폰수스 니시노니왕과 쿠팡 국민들의 환영을 받으며 수카르노 대통령은 쿠팡왕국을 비롯 티모르 지역의 인도네시아 공화국의 병합 문제를 협상하기 위해 1950년에 서티모르를 방문했다. 이후 1955년 쿠팡왕국의 군주제는 폐지되었다. 이로써 니시노니 왕조는 쿠팡 지역에 대한 군주의 권좌에서 물러났다.

## 손바이 끄찔의 역대 왕
- Ama Tuan Jr. 1659-1672 (son of Ama Tuan the Elder of Sonbai Besar)
- Bi Sonbai (Usi Tetu Utang) 1672-1717 (daughter)
- Bernardus de Leeuw 1717-1726 (son of a cousin)
- Corneo Leeuw 1728-1748 (brother)
- Daniel Taffy 1748-1760 (brother)
- Jacobus Albertus Taffy 1760-1776 (nephew)
- Alphonsus Adrianus of Sonbai Besar 1776-1782
- Baki Bena (Bernardus Nisnoni) 1776/82-1795 (brother of Jacobus Albertus Taffy)
- Dirk Hendrik Aulasi 1795-1798
- Nube Bena (Pieter Nisnoni I) 1798-1821 (brother of Baki Bena)
- Isu Baki Sonbai after 1821 (son of Baki Bena)
- Ote Nuben Nisnoni mentioned 1828-1833 (grandson of Nube Bena)
- Babkas Nube (Pieter Nisnoni II) ?-1839 (son of Nube Bena)
- Meis Babkas Nisnoni 1839-1860 (son)
- Pieter Messi Nisnoni 1860-1874 (son)
- Isu Nisnoni 1875-1889 (brother)
- Said Meis Nisnoni 1890-1902 (son)
- Baki Bastiaan Meis Nisnoni 1905-1911 (brother)
- Nicolaas Isu Nisnoni 1911-1917, of Kupang 1918-1945 (brother)
- Alfonsus Nisnoni, of Kupang 1945-1955 (son)

## 같이 보기
- 손바이

## 참고 문헌
- S. Müller (1857), Reizen en onderzoekingen in den Indischen Archipel, Vol. II. Amsterdam: F. Muller.
- H.G. Schulte Nordholt (1971), The Political System of the Atoni of Timor. The Hague: M. Nijhoff.
- R.M. Yeager & M.I. Jacobson (2002), Textiles of Western Timor: Regional Variation in Historical Perspective. Bangkok: White Lotus.